# لئوناردو دی‌آراس
لئوناردو دی‌آراس (انگلیسی: Leonardo DRS) شرکت صنایع جنگ‌افزاری آمریکایی است، که در سال ۱۹۶۸ تأسیس شد.